# Gemeentetram Zaltbommel
De Gemeentetram Zaltbommel is een voormalige paardentramlijn tussen Zaltbommel en het station van Zaltbommel.

## Voorgeschiedenis
De plaats Zaltbommel was sinds 31 oktober 1869 met het landelijke spoorwegnet verbonden via de spoorlijn Utrecht - Boxtel. Hoewel de spoorlijn zorgde voor afgenomen reistijden naar andere plaatsen, was de afstand tussen station en stad redelijk groot, ongeveer een halfuur. Er ontstond behoefte aan verbindingen tussen het station en de stad, die in eerste instantie werden ingevuld door diligencediensten. In 1904 ontstond een plan voor een paardentramverbinding. De lijn werd aangelegd. Op 1 maart 1910 startte de eerste proefritten, op 14 maart werd de dienst geopend.

## Dienstregeling
De paardentram had uitsluitend een functie voor het vervoer van goederen en personen vanaf het station naar de stad Zaltbommel en terug. De trams sluiten bij de opening van het trambedrijf in 1910 aan op alle treinen die dagelijks op het station stoppen. Dit zijn acht treinen richting Utrecht en een gelijk aantal treinen richting Den Bosch. Hierdoor worden er 15 retourritten per dag gereden.

## Materieel
Van de Utrechtsche Tram-Maatschappij werden zes paardetramrijtuigen overgenomen, waarvan 5 werden ingezet.. De UTM 14 en 15 kwamen in dienst als nummer 1 en 3 in Zaltbommel. Deze rijtuigen waren in 1892 gebouwd door Pennock. UTM rijtuig 7 van Beijnes uit 1889 ging als nummer 2 in Zaltbommel rijden. Twee rijtuigen uit de UTM-serie 31-36 (destijds al vernummerd in 50 -55) gingen als 4 en 5 rijden. Dit waren open rijtuigen die tussen 1894 en 1898 door Métallurgique waren gebouwd. Daarnaast werd de UTM 18 als onderdelenleverancier gekocht.

## Opheffing tramdienst
In 1923 opent een plaatselijke stalhouder een concurrerende autobusverbinding. Hierdoor neemt het vervoer op de paardentramlijn sterk terug. Als gevolg hiervan wordt de paardentram in september van dat jaar opgeheven. Onderdelenrijtuig UTM 18 wordt als een tuinhuisje gefotografeerd in 1925. De overige paardentramrijtuigen worden in 1924 met een onbekende bestemming per schip afgevoerd.
1. ↑  Dijkers, A. (2004), De rijtuigen van de Nederlandse paarden-, stoom- en motortramwegen. Leiden: NVBS. ISBN 9080888516